# سیارک ۱۶۳۵۶
سیارک ۱۶۳۵۶ (به انگلیسی: 16356 Univbalttech، نامگذاری:1976GV2) شانزده هزار و سیصد و پنجاه و ششمین سیارک کشف شده‌است که در ۱ آوریل ۱۹۷۶ کشف شد.
قدر مطلق سیارک برابر ۳۵.۴ است.